# ورزشگاه گران پارک سنترال
ورزشگاه گران پارک سنترال (انگلیسی: Estadio Gran Parque Central) یک ورزشگاه فوتبال در مونته‌ویدئو، اروگوئه است.
این ورزشگاه که در سال ۱۹۰۰ میلادی تأسیس شده دارای ۲۸٬۰۰۰ نفر ظرفیت می‌باشد و یکی از ورزشگاه‌های جام جهانی فوتبال ۱۹۳۰ بوده‌است.

## نگارخانه
|  |  |  |